# タールア駅
タールア駅（タールアえき、タイ語:สถานีรถไฟท่าเรือ）は、タイ王国中部 アユタヤ県 タールア郡にある、タイ国有鉄道 北本線の駅である。

## 概要
タールア駅はタイ王国中部アユタヤ県の、人口約5万人が暮らすタールア郡にある。タールアとは、タイ語で港を意味する。内陸部で「港」とは奇妙だが、パーサック川が当駅を包む様に「J」字形に流れており、水運しか輸送手段のなかった時代では重要な位置づけであった。クルンテープ駅（バンコク）からは102.73km地点に位置し、快速列車利用で2時間15分程度である。町の中心部に位置するため、利便性が良いが小さな町である。駅の正面側（西側）が、市街地である。
一等駅であるが、特急、急行は停車せず、1日当たり26列車（13往復）の発着があり、その内訳は快速4往復、普通9往復である。当駅を含むバーンパーチー分岐駅からロッブリー駅 までは、複線区間である。
当駅で特筆すべきは、かつて当駅よりサラブリー県クンコローン町（当時）まで民営鉄道であるプラバート軌道が伸びていた点が挙げられる（後述）。

## プラバート軌道
プラバート軌道(（泰）รถรางพระพุทธบาท ททุนจำกัด (英)Phra Phutthabat tram Co.,ltd ) は、当駅よりサラブリー県プラプットバート区（当時）クンコローン町（（泰）ขุนโขลน、（英）Khun Khlon）までを結ぶ全長19 kmの軽便鉄道である。タイでは数少ない民営鉄道であり、その軌間は600 mmとされるが、写真の分析により約750 mmとする見解もある。1901年に免許が交付され、1903年に完成した。その後タールア鉄道に継承され1942年に廃止された。

## 歴史
1897年3月26日にタイ官営鉄道最初の区間が、クルンテープ駅 - アユタヤ駅間に開業した。1900年12月21日に当初計画のナコンラチャシーマ駅まで完成した。この頃北本線のチエンマイ延長が決定し、1901年4月1日にロッブリー駅まで完成、それに伴い当駅も中間駅として開業した。なお、当駅開業の約21年後の1922年1月1日に、北本線はチエンマイ駅まで全通完成した。
タイ国有鉄道 北本線
1897年3月26日 【開業】クルンテープ駅 - アユタヤ駅 (71.08 km)
1897年5月1日 【開業】アユタヤ駅 - バーンパーチー駅 (18.87 km)
1901年4月1日 【開業】バーンパーチー駅 - ロッブリー駅 (42.86 km)
プラバート軌道
1903年 【開業】タールア駅 - プラプッタバート駅 (19 km)
1929年 【運休】（免許失効のため）
1931年 3月31日【再開】タールア鉄道として運行再開
1940年 6月24日　（パホンヨーティン通り 、サラブリー - ロッブリー間が延伸開業。以降、輸送量が激減）
1942年 【廃止】タールア駅 - プラプッタバート駅 (19 km)

## 駅構造
単式及び島式1面の複合型ホーム2面2線をもつ地上駅であり、駅舎はホームに面している。
- プラバート軌道の駅は国鉄駅の東側にあったとされている。

## 周辺
- ボーソック駅遺構 - 駅より約10 km、バーンポー郡タムボン・サンソック庁舎の敷地内。確認されている建物としては唯一の、現存するプラバート軌道遺構（2021年現在）であるが、どのような目的の構造物であるかは不明。
- ワット・プラプッタバート - 駅の北北東、約19 kmにある仏足跡で有名な寺院。プラバート軌道は国道3022号線沿いにこの付近まで伸びていた。サラブリー県の県章にも描かれている。なお現在の最寄り駅としては当駅よりもノーンドーン駅が近い。

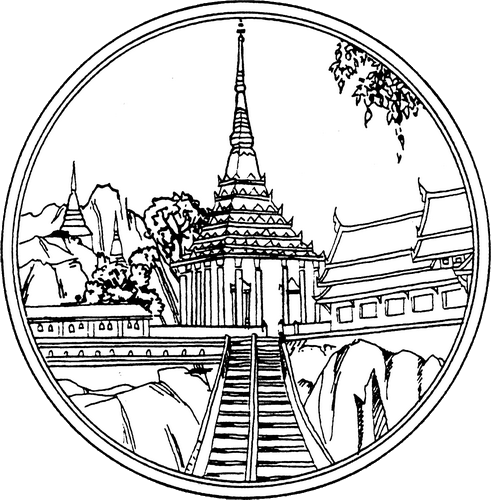
サラブリー県章
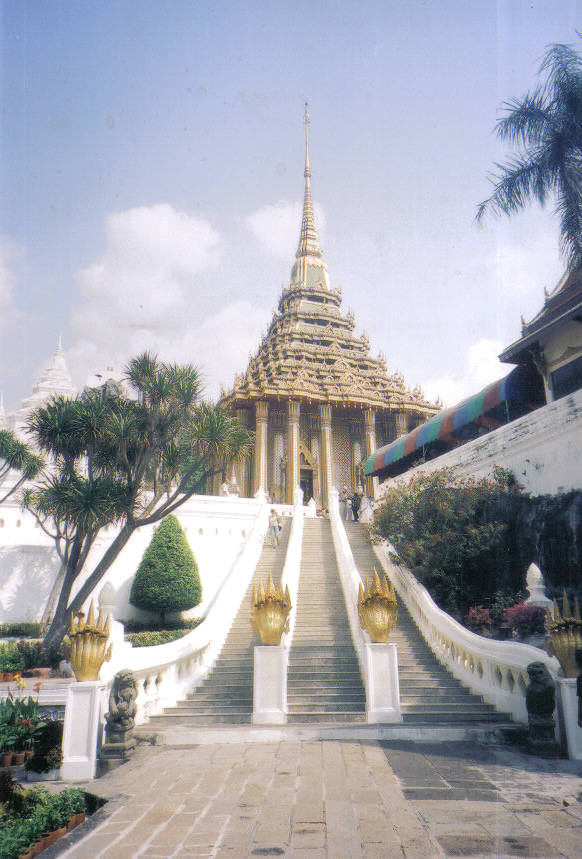
ワット・プラプッタバート